# الطريق المستقيم (فلم)
الطريق المستقيم هو فيلم درامي مصري تم إنتاجه عام 1943، قصة وحوار يوسف وهبي وسيناريو إخراج توجو مزراحي و بطولة يوسف وهبي، فاطمة رشدي، أمينة رزق، بشارة واكيم.

## قصة الفيلم
يوسف فهمي (يوسف وهبي) مدير البنك الوطني المصري يعيش حياة الاستقامة في عمله وفي منزله مع زوجته أمينة (أمينة رزق) وأبناءه الصغار. قام بفصل موظف من البنك لعلاقته براقصه لأن الرجل في رأيه يجب أن يملك نفسه ويحافظ على سمعته وشرفه. ووضع القدر في طريقه المغنية الشابه ثريا رشدي (فاطمة رشدي) فجذبته ومال إليها وعرف طريق اللهو وبدأت معاملته لزوجته وأبناءه تتغير ولاحظت زوجته العلاقة المشبوهه بينه وبين المغنية ولكنها تكتمت الأمر. وبدأت ثريا في النصب عليه بمساعدة إبراهيم (إستفان روستي) عشيقها الذي تدعى أنه أخيها وفريد (محمد الديب) وسحب يوسف كل أمواله من البنك ثم باع ارضه ورهن بيته ولكن ام عبده (فردوس محمد) الداده نصحت أمينة أن تبلغ البشوات اصحاب البنك بأمر زوجها ولكنها رفضت أن تفضح زوجها ودافعت عنه. قامت أمينة بمقابلة ثريا وترجتها أن تترك لها وزوجها فوافقت ثريا على الابتعاد لأنها علمت أنه قد افلس. قرر مجلس إدارة البنك إرسال يوسف في مهمه إلى سوريا لتوصيل كميه من الذهب فهرب بالذهب مع ثريا وبقية عصابتها وفي بيروت دبرت العصابة حادث للسياره المحملة بالذهب واسقطوها في البحر وظن الجميع أن يوسف مات غرقا مع الذهب. سرقت العصابة الذهب من يوسف وتركته مفلسا وكرما منهم منحوه عملا في حسابات المسرح ولكنه فشل بعد أن ادمن شرب الخمر فشغلوه مرماطونا يكنس ويمسح البلاط وفي أحد الأيام استمع خفية لحديث بين إبراهيم وثريا علم منه أنه عشيقها وهم المتأمرون على سرقة الذهب فقام بخنق ثريا حتى ماتت ولما قاومه إبراهيم قتله هو الآخر وفر هاربا في قطار بضاعه وعند القنطرة غرب تم ضبطه وترحيله للقاهرة ولكنه استطاع الهرب واتجه إلى بيته وقابل أمينة وطلب منها العفو وتم القبض عليه في حديقة المنزل وأشار إلى أمينة أن تنكر معرفتها به وحاول الهرب مرة أخرى فأطلق البوليس النار عليه ومات ولم تخبر أمينة أبناءها بما حدث وتركتهم يعتقدون أن أباهم الشريف قد مات غرقا أثناء مهمة خاصه بعمله.

## فريق العمل
إخراج: توجو مزراحي
تأليف:
- يوسف وهبي (قصة وحوار)
- توجو مزراحي (سيناريو)

إنتاج: شركة الأفلام المصرية
بطولة:
- يوسف وهبي (يوسف)
- فاطمة رشدي (ثريا)
- أمينة رزق (أمينة)
- بشارة واكيم
- محمود المليجي
- عبد العليم خطاب
- زكي إبراهيم
- منسي فهمي
- إستفان روستي
- فردوس محمد
- محمد الديب

## أغاني الفيلم
غناء: شهرزاد
الحان: رياض السنباطي، محمد القصبجي، محمد فوزي
كلمات: بديع خيري

## روابط خارجية
- مقالات تستعمل روابط فنية بلا صلة مع ويكي بيانات